# (16646) Sparrman
(16646) Sparrman est un astéroïde de la ceinture principale.

## Description
(16646) Sparrman est un astéroïde de la ceinture principale. Il fut découvert le 19 septembre 1993 à Caussols par Eric Walter Elst. Il présente une orbite caractérisée par un demi-grand axe de 2,35 UA, une excentricité de 0,08 et une inclinaison de 6,6° par rapport à l'écliptique.

## Compléments